# Jef Maes
Jef (Joseph) Maes (* 5. April 1905 in Antwerpen, Belgien; † 30. Juni 1996 ebenda) war ein belgischer Musiker und Komponist.

## Leben
Beeinflusst und ermutigt von seinem Freund André Cluytens, absolvierte er sein Studium am Königlich Flämischen Konservatorium in Antwerpen. Er studierte Bratsche bei Napoleon Distelmans und Kammermusik bei Albert van de Vijver. In Harmonielehre, Kontrapunkt und Fuge ließ er sich privat bei Karel Candael unterrichten. Mit 23 Jahren schloss er sein Erstlingswerk, eine romantische Meditation für Violine und Klavier, ab.
Nach seinem Studium sammelte er zunächst als Bratschist Orchestererfahrung, davon zwei Jahre im Orchester der Oper von Antwerpen. 1926 wirkte er in einem Orchester unter Lodewijk de Vocht an den von diesem ins Leben gerufenen Nieuwe Concerten in Antwerpen mit. Ab 1930 war er Solist bei den bekannten Tierparkkonzerten in Antwerpen, die von Flor Alpaerts dirigiert wurden. Danach wirkte er etwa zehn Jahre als Bratschist im Casino-Orchester von Knokke. Nach dem Zweiten Weltkrieg wurde er Repetitor an der Königlich Flämischen Oper und am Königlich Niederländischen Theater.
1933 wurde er Dozent an der Musik-Akademie in Boom, zehn Jahre später wurde er dort zum Direktor ernannt. 1942 bis 1955 war er Dozent für Harmonielehre am Königlich Flämischen Konservatorium in Antwerpen und von 1955 bis 1970 für Kammermusik. Seit 1961 leitete er in den Sommerferien auch das alljährlich stattfindende internationale Musik-Camp, das durch Jugend und Musik in Belgien organisiert wird. Er war jahrelang Mentor des Musiklebens in Turnhout, ebenso wie er Mitbegründer der Philharmonie (damals De Philharmonie) von Antwerpen war. Aufgrund seiner Verdienste wurde er als Mitglied in die Königlich Flämische Akademie der Wissenschaften, Dichtung und schönen Künste von Belgien aufgenommen.

## Werke

### Werke für Orchester
- 1929 Meditatie für Violine und Orchester
- 1931 Drie rythmen in dansvorm
- 1933 Légende für Violine und Orchester
- 1935 Arabeske en scherzo für Flöte und Orchester
- 1936 Wees blij für Alt-Solo oder Bariton-Solo und Orchester
- 1938 Concertstück für großes Orchester
- 1939 Overtura buffa
- 1943 Concerto für Bratsche und Orchester
- 1944 Concertstuk für Posaune und Orchester
- 1948 Concerto voor klavier für Klavier und Orchester
- 1951 Concerto für Violine und Orchester
- 1953 Symfonie in G
- 1955 Concerto für Cembalo und Streichorchester
- 1957 Burlesque für Fagott und Orchester
- 1958 Rosa Mystica für Sopran-Solo und Orchester
- 1961 Ouverture concertante
- 1962 Vierstemmige mis für gemischten Chor und Orchester
- 1964 Tu auras nom... Tristan (Suite)
- 1965 Symfonie nr.2
- 1966 Partita
- 1966 Praeludium, Pantomime, Scherzo
- 1968 Vier oude Volksliederen für gemischten Chor und Orchester
- 1969 De verloofden für Kammerorchester
- 1971 Mei 1871 für einen Sprecher und Orchester
- 1973 Dialoog für Violine und Orchester
- 1975 Concerto nr.2 für Klavier und Orchester
- 1975 Symfonie nr.3
- 1980 Intrada

### Werke für Blasorchester
- 1956 Vijf volksdansen
- 1967 Bel canto Ouverture
- 1977 Suite
- Feestouverture

### Werke für Tasteninstrumente
- 1955 Concerto für Cembalo und Klavier
- 1965 Pavane für Cembalo
- 1966 Studie – Etude für Orgel

### Bühnenwerke
- 1938 Het raadsel Musik zu einem Schauspiel – Text: Jef Mennekens
- 1942 Ezelsvel Musik zu einem Schauspiel – Text: Henry Ghéon
- 1943 Momotaro Musik zu einem Schauspiel – Text: Edgar Den Haene
- 1943 Tim en de Chinese klok Musik zu einem Schauspiel – Text: Martien De Beuck
- 1953 Lorre, de papegaai van de keizer Musik zu einem Schauspiel – Text: Eugeen De Ridder
- 1953 Witje Musik zu einem Schauspiel – Text: Alphonse Daudet
- 1958 De boom die leerde spreken Musik zu einem Schauspiel – Text: Eugène Winters
- 1959 De antikwaar Fernsehoper – Libretto: Anton van Wilderode
- 1963 Tu auras nom...Tristan d’après Joseph Bédier – Ballett
- 1965 Wij spelen Indiaan Musik zu einem Schauspiel – Texte: T. Braun und H. Finchnar